# Paul Krenz (Künstler)
Paul Krenz (russisch Павел Иоанович Надкреничний Pawel Ioanowitsch Nadkrenitschnij; ukrainisch Павло Іванович Надкреничний Pawlo Iwanowytsch Nadkrenytschnyj; * 13. März 1948 in Sokolowa, Ukrainische SSR; † 13. Februar 2021 in Fischbach) war ein ukrainisch-deutscher Intarsienkünstler und Begründer der Stilrichtung der Holzmalerei.

## Werdegang
Paul Krenz wurde am 13. Februar 1948 im ukrainischen Dorf Sokolowa in eine Familie von Russlanddeutschen geboren. Seine Familie stammte ursprünglich aus Schwaben und war im 18. Jahrhundert nach Russland ausgewandert. In seiner Familie wurde das Wissen über die Intarsienkunst über viele Generationen weitergegeben. Die Großeltern betrieben eine kleine Schreinerei, wurden dann aber in der Stalinzeit verfolgt, gefoltert und schließlich ermordet. Nur sein Vater überlebte diese Zeit. Paul Krenz wuchs in ärmlichen Verhältnissen auf und war von Kindheit an von der Intarsienkunst fasziniert. Nach der Schulzeit wurde Krenz Kunstschreiner und dank eines Stipendiums konnte er 1974 ein Hochschulstudium abschließen. Im Anschluss absolvierte Krenz seinen Wehrdienst und wandte sich danach wieder seiner künstlerischen Tätigkeit zu. Fünf Jahre war Krenz auf Sachalin im Gulag inhaftiert.
Nach der Wende bemühte sich Krenz um eine Anerkennung als Deutschstämmiger und floh nach erheblichen Schwierigkeiten mit den ukrainischen Behörden 1991 mit seiner Familie über die ČSSR nach Deutschland. Er konnte dabei nur einige seiner Werke aus der Ukraine mitnehmen, unter anderem 14 unfertige Tafeln, die er dank einer Materialspende zu seinem größten Lebenswerk fertigstellen konnte. Der „Intarsienkreuzweg“ aus 15 Stationen mit je 1100 bis 1300 Holzteilen befindet sich in der St.-Boromäus-Kirche in Friedrichroda in Thüringen. Als bis dato größter Intarsienzyklus verschaffte er Paul Krenz einen Eintrag ins Guinness-Buch der Rekorde. Seit 2000 besaß Paul Krenz seinen zweiten Eintrag im Guinnessbuch. Sein Stillleben Dornenkrone mit Blumenstrauss ist mit 6.500 Bauteilen das größte Intarsienbild der Welt.
Zum achtzigsten Geburtstag von Papst Johannes Paul II. fertigte Paul Krenz im Auftrag von Joachim Kardinal Meisner eine Marienikone an, welche er dem Papst im Mai 2000 bei einer Privataudienz überreichte. Beim Weltjugendtag 2005 wurde sein zweiter Kreuzweg in einer der Messehallen in Köln-Deutz ausgestellt.
Seit 1998 arbeitete Paul Krenz mit einer von ihm entwickelten Technik, vermittels derer er seine Intarsien ohne Furnierpresse an jedes beliebige Trägermaterial einer beliebigen Form anbringen kann. Bisher war das Anbringen von Furnier nur auf planen Oberflächen oder auf symmetrische Formen mit einer eigens für das Objekt hergestellten Presse möglich. Mit seiner Technik furnierte Paul Krenz z. B. Hüte, Steine und Skulpturen.
Paul Krenz lebte von 1997 bis 2013 mit seiner Familie in Niederkassel bei Bonn. 2013 zog er mit seiner Frau Irma nach Sachsen, um näher bei seiner Tochter und Enkelkindern zu sein. Dort verstarb Krenz am 13. Februar 2021, einen Monat vor seinem 73. Geburtstag.

## Ausstellungen (Auswahl)
- 1988: Nationalmuseum der Ukraine
- 1989: Ukrainischen Museum für angewandte Kunst
- 1994: Altes Rathaus, Bonn
- 1997: Heimatmuseum Bonn-Beuel
- 1999: Torhaus Museum, Siegburg
- 2002: I. Internationales Intarsiensymposium
- 2004: II. Internationales Intarsiensymposium
- 2004: Museum Völker und Kulturen, St. Augustin
- 2006: Missionsmuseum Steyl, Holland